# Калич-Миюшкович, Йованка
Йованка Калич-Миюшкович (срб. Јованка Калић-Мијушковић; род. 15. сентябрь 1933, Белград, Королевство Югославия) сербский историк, профессор, академик Сербской академии наук и искусств.

## Биография
Окончила школу в Белграде, затем в 1956 году, философский факультет Белградского университета (кафедра истории). Еще будучи студенткой, начала заниматься научно-исследовательской работой. В 1958—1961 годах работала ассистентом в Историческом институте Белграда. В 1961 году начинает работать ассистентом на кафедре общей истории средневековья философского факультета Белградского Университета, где в 1964 году защитила докторскую диссертацию на тему: «Белград в средневековье». В 1976 году — профессор Белградского университета. После смерти Ивана Божича, становится заведующим кафедры общей истории Белградского Университета. Получила грант от Международного комитета исторических наук на проект исследования истории Византии (история Византии в Югославии). Принимала участие в многочисленных научных конференциях и читала лекции в качестве приглашенного профессора во многих университетах Европы (Вена, Грац, Мюнстер, Аугсбург, Лечче, Варшава) и США (Санта-Барбара, Лос-Анджелес, Стэнфорд). В 1994 году избирается членом сербской академии наук и искусств.

## Научная работа
Йованки Калич занимается исследованием средневековья. Со времен работы над диссертацией «Белград в средние века»,в 1967 году и на всем протяжении периода своей научной деятельности ее исследования связаны с историей Белграда в средние века. На этом поприще она опубликовала много работ, в которых исследуется средневековая топография Белграда, история Земуна, роль Белграда в торговле, войны около Белграда, и другие связанные вопросы. Также, в поле ее интересов лежит ранняя средневековая история Сербии и период правления Стефана Неманя. Проводила научное изучение комплекса Стари Рас, где применила исторические, археологические и географические методы исследований. Еще одним важным направлением деятельности Йованки Калич являются труды о сербской деспотовине. Она написала несколько работ о торгово-промышленной проблематике того периода и об Стефане Лазаревиче. Исследовала связи средневекового сербского государства с Европой, отношения Стефана Неманя и немецкого императора Фридриха Барбаросса, отношения Сербии и Франции в средние века, церковные соборы в Ферраре и Флоренции. Библиография ее работ опубликована в ежегоднике Сербской академии наук и искусств от 1994 года.

## Работы
- Калић, Јованка (1967). Београд у средњем веку. Архивная копия от 10 апреля 2018 на Wayback Machine SRBБеоград: Српска књижевна задруга.
- Калић, Јованка (1976). «Из историје Пријепоља и Трговишта у XV веку». Симпозијум Сеоски дани Сретена Вукосављевића. 4: 141—151.
- Калић, Јованка (1982). «Доба привидног мира». Историја српског народа. Архивная копия от 10 апреля 2018 на Wayback Machine SRBкњ. 2. Београд: Српска књижевна задруга. стр. 205—217.
- Спремић, Момчило; Калић, Јованка (1982). «Султан Мехмед II Освајач и Србија». Историја српског народа Архивная копия от 10 апреля 2018 на Wayback Machine.SRB књ. 2. Београд: Српска књижевна задруга. стр. 289—302.
- Калић, Јованка (1984). «Ниш у средњем веку». Историјски часопис Архивная копия от 10 апреля 2018 на Wayback Machine.SRB 31: 5—40.
- Калић, Јованка (1989). «Прокопијева Арса» Архивная копия от 10 апреля 2018 на Wayback Machine.SRB Зборник радова Византолошког института. 27-28: 9—17.
- Калић, Јованка (1994). Срби у позном средњем веку Архивная копия от 10 апреля 2018 на Wayback Machine SRB(1. изд.). Београд: Балканолошки институт.
- Калић, Јованка (2001). Срби у позном средњем веку Архивная копия от 10 апреля 2018 на Wayback Machine SRB(2. изд.). Београд: Историјски институт.
- Калић, Јованка (2012). Срби у позном средњем веку Архивная копия от 10 апреля 2018 на Wayback Machine SRB(3. изд.). Београд: Завод за уџбенике.
- Калић, Јованка (2006). Европа и Срби: Средњи век Архивная копия от 10 апреля 2018 на Wayback Machine.SRB Београд: Службени лист СРЈ.
- Калић, Јованка (2013). «Епископски градови Србије у средњем веку» Архивная копия от 12 марта 2020 на Wayback Machine (PDF).SRB Зборник радова Византолошког института. 50 (1): 433—447.